# Бодения
Бодения е „количествена“ невма от византийската музикална нотация, която обозначава повишаване на мелодията с една допълнителна степен спрямо основната невма. Няма самостоятелна употреба. Поставена върху маление или литнатий означава, че повишението на гласа е с още една степен, т.е. ако малението повишава с една степен, поставените върху него бодения означават, че повишението е вече две степени от зададената тоналност.